# What Separates Me from You
Albums de A Day to Remember
Homesick
(2009) Common Courtesy
(2013)
Singles
1. All I Want
2. All Signs Point to Lauderdale
3. It's Complicated
4. 2nd Sucks

What Separates Me from You est le quatrième album du groupe américain de metalcore A Day to Remember, sorti le 16 novembre 2010. L'album fut produit par Chad Gilbert, guitariste de New Found Glory et par Andrew Wade, producteur de leur album précédent Homesick.

## Chansons
| 1.  | Sticks and Bricks                  | 3:16 |
| 2.  | All I Want                         | 3:22 |
| 3.  | It's Complicated                   | 2:57 |
| 4.  | This Is the House That Doubt Build | 3:30 |
| 5.  | 2nd Sucks                          | 2:27 |
| 6.  | Better Off This Way                | 3:26 |
| 7.  | All Signs Point to Lauderdale      | 3:17 |
| 8.  | You Be Tails, I'll Be Sonic        | 3:47 |
| 9.  | Out of Time                        | 3:26 |
| 10. | If I Leave                         | 3:24 |

## Clips vidéos
- All I Want
- All Signs Point to Lauderdale
- 2nd Sucks

## Musiciens
- Jeremy McKinnon — Chant
- Alex Shelnutt — Batterie
- Kevin Skaff — Guitare, chœurs
- Neil Westfall — Guitare
- Joshua Woodard — Basse

## Classements hebdomadaires
| Classement (2010)                         | Meilleure place |
| ----------------------------------------- | --------------- |
| Australie (ARIA)                          | 24              |
| Écosse (OCC)                              | 61              |
| États-Unis (Billboard 200)                | 11              |
| États-Unis (Billboard Alternative Albums) | 1               |
| États-Unis (Billboard Hard Rock Albums)   | 1               |
| États-Unis (Billboard Independent Albums) | 1               |
| États-Unis (Billboard Top Rock Albums)    | 2               |
| Royaume-Uni (UK Albums Chart)             | 66              |
| Royaume-Uni (Rock & Metal Albums)         | 1               |

## Certifications
| Pays              | Certification |
| ----------------- | ------------- |
| États-Unis (RIAA) | Or            |
| Royaume-Uni (BPI) | Argent        |